# إيمرسون هرنانديز
إيمرسون هرنانديز (بالإسبانية: Emerson Esnal Hernández)‏ هو منافس ألعاب قوى سلفادوري، ولد في 29 يناير 1989 في سان سلفادور في السلفادور.

## وصلات خارجية
- إيمرسون هرنانديز على موقع الاتحاد الدولي لألعاب القوى (الإنجليزية)
- إيمرسون هرنانديز على موقع أوليمبيديا (الإنجليزية)